# 🎉
🎉  is een teken uit de Unicode-karakterset dat een confettikanon (ook wel bekend als party popper) voorstelt. Deze emoji is in 2010 geïntroduceerd met de Unicode 6.0-standaard.

## Betekenis

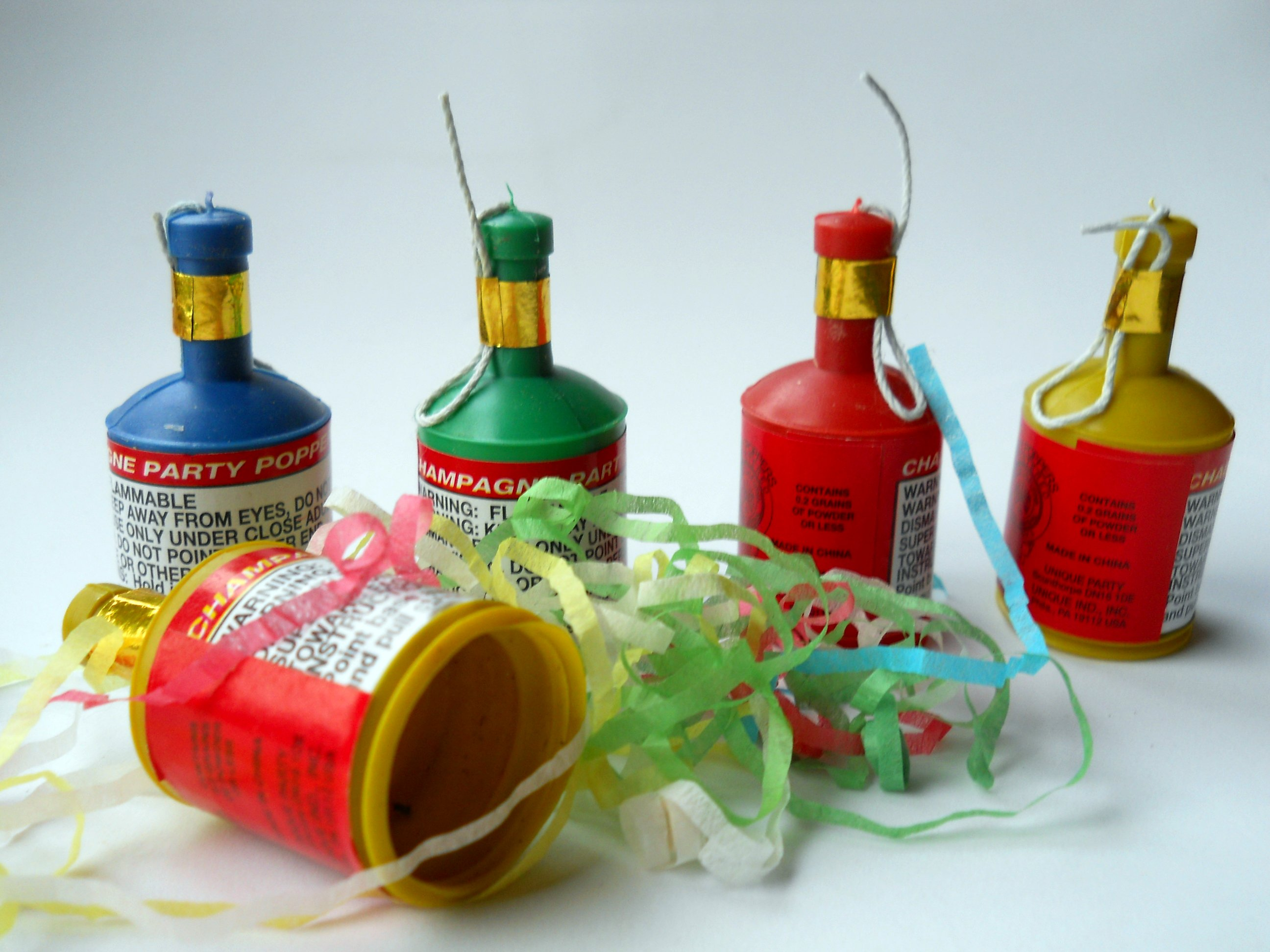
Een verzameling partypoppers

Deze emoji wordt gebruikt om feestvreugde mee af te beelden, gesymboliseerd door het confettikanon. In sommige annotaties staat ook de term feesthoed ("party hat"), maar in vrijwel alle afbeeldingen is het trechtervormig element met de punt naar beneden afgebeeld.

## Codering

De emojione1 implementatie

### Unicode
In Unicode vindt men de 🎉 onder de code U+1F389 (hex).

### HTML
In HTML kan men in hex de volgende code gebruiken: &#x1F389;
In decimaalnotatie werkt de volgende code: &#127881;

### Shortcode
In software die shortcode ondersteunt kan het karakter worden opgeroepen met de code :tada:.

### Unicode-annotatie
De Unicode-annotatie voor toepassingen in het Nederlands (bijvoorbeeld een Nederlandstalig smartphonetoetsenbord) is feestknaller. De emoji is ook te vinden met de sleutelwoorden feest, hoera, popper (sic), en  viering.